# Telkesd
Telkesd (Tilecuș), település Romániában, a Partiumban, Bihar megyében.

## Fekvése
A Király-erdő nyúlványai alatt, Mezőtelegdtől délkeletre, Borostelek és Serges közt fekvő település.

## Története
Telkesd nevét 1308-ban említette először oklevél Thelukusd néven, mint a telegdi uradalom részét.
1552-ben Thelkesdh, 1692-ben Telkest', 1808-ban Telkesu val, 1913-ban Telkesd néven írták.
Telkesd a 16. században a Thelegdy család birtokai közé tartozott; de Thelegdy István hűtlensége miatt  1561-ben János Zsigmond elvette tőle és még ez évben évben két másik társával együtt Békés Gáspár szerzett reá adománylevelet.
1308-ban a Csanád nemzetségbeli Tamás comes fiai osztoztak meg a birtokon és ekkor Telkesd Pongrácnak jutott.
1851-ben Fényes Elek írta a településről:
Bihar vármegyében, hegyes, erdős vidéken, 410 ühitő lakossal, anyatemplommal. Birják gróf Kornis Károly, özvegy Gróf Haller Lászlóné, özv. Dessewffy Ignácné és Nemes Andrásné asszony.
A 19. század elején a gróf Haller család, a 20. század elején pedig Telegdy József birtoka volt.
1910-ben 870 lakosából 17 magyar, 852 román volt. Ebből 850 görögkeleti ortodox volt.
A trianoni békeszerződés előtt Bihar vármegye Központi járásához tartozott.

## Nevezetességek
- Görög keleti temploma – a 16. század elején épült.